# SOUL SCREAM
HAB I SCREAM
SOUL SCREAM（ソウル・スクリーム）は日本のヒップホップユニットである。略称はソウスク。
1995年、現在の名前に改名。1997年ポリスターよりメジャーデビュー。2002年ポニーキャニオンに移籍。

## メンバー
- HAB I SCREAM　（ハヴ・アイ・スクリーム）　MC
- E.G.G.MAN　（イジジマン）　MC
- DJ CELORY　（セロリ）　DJ
  - Mr. BEATSという別名義もある。

## 元メンバー
- ALG（アレルギー）エンジニア・トラックメイカー
- SHIKI（シキ）MC。1997年脱退

## 略歴
- 1994年、錦糸町のクラブ「Nude」で知り合ったHAB I SCREAM、E.G.G MAN等とヒップホップユニットSOUL SCREAMを結成する。
- 1996年、1stアルバム『THE DEEP』を発売。
- 1999年、2ndアルバム『The positive gravity ～案とヒント～』を発売。
- 2000年、3rdアルバム『THE POSITIVE ENERGY』を発売。
- 2002年、4thアルバム『FUTURE IS NOW』を発売。
- 2014年、8月31日に楽曲「ひと夜のバカンス」と「HANABI」のシングルがアナログ盤で発売される。更に同年12月17日には楽曲「蜂と蝶」のシングルもアナログ盤として発売された（どちらも期間限定生産盤）。[1][2][3]
- 2015年、長らく廃盤となっていた1stアルバム「THE DEEP」が2月28日に期間限定生産のアナログ盤として再発。[4]
- 2020年、5月27日にアルバム『The positive gravity ～案とヒント～』をアナログ盤として発売[5]。
- 2020年、6月17日に18年ぶりの新曲「Love, Peace & Happiness」をリリース[6][7]

## 概要
- キングギドラや雷（現KAMINARI-KAZOKU.）が主催していた「亜熱帯雨林」に出演するなど、日本語ラップの黎明期からシーンに関わる。
- かつてはPOWER RICE CREW (E.G.G.MAN、HAB、ALG)やYOUNG INDIAなどといった名義で活動していた。

## ディスコグラフィー

### シングル
- 『TOu-KYOu』　（1997年9月26日）
- 『ひと夜のバカンス』　（2000年8月23日）
- 『あした FUTURE IS NOW』　（2002年3月20日）
- 『緑の森』　（2002年7月17日）
- 『Love, Peace & Happiness』　（2020年6月17日）
- 『TOu-KYOu 2021 feat. RHYMESTER, Zeebra, K Dub Shine & DJ Oasis』　（2022年3月22日）
- 『DNA feat. SHAMO, 輪入道』　（2022年6月29日）
- 『Boomerang feat. PUSHIM』　（2023年3月22日）

### アナログ
- 『字幕』（1996年9月10日）
- 『あした FUTURE IS NOW』　（2002年6月28日）
- 『緑の森』　（2002年6月28日）
- 『ひと夜のバカンス』　（2014年8月31日）
- 『HANABI』　（2014年8月31日）
- 『蜂と蝶』　（2014年12月17日）
- 『THE DEEP』　（2015年2月28日）
- 『The positive gravity ～案とヒント～』　（2020年5月27日）

### DVD
- 『FUTURE IS NOW EXCLUSIVE LIVE MIX vol.1』　（2003年3月5日）

### 客演
- 「口からでまかせ feat. キングギドラ,SOUL SCREAM」 / RHYMESTER 『EGOTOPIA』（1995年6月25日）
- 「脱皮再起展開（中心送信）」 / NAKED ARTZ 『浸透～Penetration』（1997年3月21日） - ※feat. YOUNG INDIA名義で客演。
- 「HIP HOP 2ZERO01 feat. SOUL SCREAM」 / RINO LATINA II 『Carnival Of Rino』（2001年12月5日）
- 「黄金のカルテット feat. SOUL SCREAM」 / 麻波25 『MUSIC BOX』（2002年10月23日）
- 「MY WAY feat. SOUL SCREAM」 / DJ CELORY 『BEAUTIFUL TOMORROW』（2008年1月16日）
- 「花火 / SOUL SCREAM」 / SEEDA & DJ ISSO 『CONCRETE GREEN 7』（2008年8月20日）

### HAB I SCREAM

#### アルバム
- 『The Circle』  （2003年11月11日）
- 『THE ONE [FLOW,RHYME,BEATS&LIFE]』  （2006年3月22日）
- 『PALPABLE』  （2009年8月19日）
- 『HAB I SCREAM』  （2015年3月4日）

### E.G.G.MAN

#### シングル
- 『TEXT ～日陰の歩き方～』  （1997年6月27日）
- 『REALISTIC LOVE』  （1997年12月15日）
- 『探心音 (PINGER SEAKING FOR THE HEART)』  （2001年3月9日）

#### アルバム
- 『PROJECT:141』  （2002年12月18日）

## メディア出演
インターネットテレビ
- ABEMA 『AbemaMix』-（2020年6月24日）